# Sebastian Schaffstein
Sebastian Schaffstein (* 11. Mai 1987 in Lemgo) ist ein deutscher Hörfunk- und Fernsehmoderator.

## Leben
Schaffstein arbeitete mehrere Jahre beim Dortmunder Lokalsender Radio 91.2 als Reporter und Moderator, bevor er ab 2010 sein Volontariat bei Radio NRW in Oberhausen absolvierte.
Nach dem Volontariat arbeitete Schaffstein für beide Sender als Moderator, bis er 2014 zum Bayerischen Rundfunk nach München wechselte. Von 2014 bis 2016 moderierte Sebastian Schaffstein die Morningshow bei Puls, der jungen Welle des BR. Ab Ende 2014 war er zudem auch als Moderator für Bayern 3 tätig. 2016 verließ Schaffstein Puls und arbeitet seitdem im Radio ausschließlich bei Bayern 3.
Zusammen mit Christina Wolf moderiert Sebastian Schaffstein die Online/TV-Serie So geht Medien, die 2018 für den Grimme Online Award nominiert wurde.
Außerdem moderierte Sebastian Schaffstein zahlreiche Veranstaltungen und Events.
Seit 2019 moderiert Schaffstein zusammen mit Stefan Kreutzer die wöchentliche, am Samstagvormittag ausgestrahlte Satire-Show Die Stefans reloaded auf Bayern 3. Der Name der Sendung ging auf die Vorgängersendung Die Stefans zurück, die Kreutzer zusammen mit Stefan Schwabeneder moderierte. Am 28. November 2020 wurde die Sendung in Die Samstags Crasher umbenannt. Zuvor konnten Hörer eine Woche lang Vorschläge für den neuen Sendungstitel einreichen.
Seit September 2020 moderiert Schaffstein auf Bayern 3 montags bis freitags das Mittagsmagazin Update, im wöchentlichen Wechsel mit seinem Kollegen Stefan Kreutzer.
Seit Januar 2023 ist Sebastian Schaffstein zudem immer wieder als Reporter für das ARD-Magazin Live nach 9 unterwegs.